# Olimar
 (avril 2020).
Si vous disposez d'ouvrages ou d'articles de référence ou si vous connaissez des sites web de qualité traitant du thème abordé ici, merci de compléter l'article en donnant les références utiles à sa vérifiabilité et en les liant à la section « Notes et références ».
Le capitaine Olimar (キャプテン・オリマー, Kyaputen Orimā) est un personnage imaginaire et le principal protagoniste de la série de jeux vidéo Pikmin de Nintendo.

## DansPikmin
Olimar est en mission sur une planète mais il percute une météorite qui le fait s'écraser sur la planète des Pikmin (la « Planète Lointaine » dans Super Smash Bros. Brawl ou PNF 404 à partir de Pikmin 3 par les Koppien.nes).
Il peut tenir 30 jours pour réparer son vaisseau, le Dolphin, après cela il mourra intoxiqué par l'oxygène.
Sur son chemin, il croise un oignon rouge d'où sort une graine Pikmin de la même couleur qu'il cueille et le nomme par ce nom en référence à son légume préféré venant de sa planète natale (Hocotate). Il sera plus tard aidé des Pikmin jaunes puis des Pikmin bleus.
Il y a trois fins dans Pikmin :
- Si on a toutes les pièces dans les 30 jours : Olimar s'en va chez lui et les Pikmin qui, jusque-là, étaient peureux la nuit venue, savent se débrouiller sans lui, et un feu d'artifice célèbre son départ ;
- Si on a simplement les 25 pièces « indispensables » : Olimar peut rentrer chez lui ;
- S'il manque des pièces « indispensables » : Olimar meurt et se retrouve changé en Pikmin (il reste le même sans son scaphandre avec une tige Pikmin noire).

## DansPikmin 2
L'histoire se passe après la fin neutre ou heureuse car Olimar est encore en vie et normal. Hocotate Fret, l'entreprise qui l'embauche, est au bord de la faillite : l'entreprise a une dette de 10 100 Pokos (la monnaie locale). À ce moment, Olimar fait tomber un souvenir pour son fils (une capsule de bouteille). Après analyse du vaisseau de la firme, il se trouve que ce petit objet vaut 100 Pokos ! Le Président d'Hocotate Fret ordonne alors à Olimar de repartir sur la Planète Lointaine, afin de chercher d'autres trésors qui sauveront la firme. Il sera accompagné dans sa nouvelle quête de Louie, un nouvel employé qui servira d'assistant au capitaine, et d'un vieux vaisseau biplace rouillé, mais intelligent (c'est celui de Hocotate Épargne, celui qui détermina la valeur de la capsule) car son Dolphin fut saisi.
Après avoir réuni la somme requise, Olimar oublie Louie par accident et part avec le Président d'Hocotate Fret le chercher. Louie servira de trésor après avoir été sauvé de l'Araknéak Titan. Le site Pikipédia affirme que Louie utilisait l'Araknéak Titan car sa grand-mère lui a appris à maîtriser les drones.

## DansPikmin 3
Olimar (ainsi que Louie) apparaissent tous les deux dans le mode histoire de Pikmin 3 en tant que personnages non jouables.
En effet, dans Pikmin 3, les trois explorateurs (Alph, Charlie et Brittany) doivent récupérer un objet, la clé supraluminique, élément clé de leur vaisseau (le Drake), qui leur permettra de rentrer sur leur planète, Koppaï. Au cours de leur aventure, les trois héros font la rencontre de Louie, qui s'enfuit avec toutes leurs réserves de nourriture. Les explorateurs partent alors à sa recherche afin de récupérer les fruits volés. Une fois Louie retrouvé, ce dernier informe l'équipe qu'Olimar et la clé supraluminique ont été capturés par une étrange créature. Ils partent alors à la recherche d'Olimar et parviennent à le sauver et à récupérer la clé supraluminique. L'équipage du Drake ramène ensuite Olimar et Louie sur Hocotate (leur planète d'origine) et rentrent à Koppaï avec les fruits.
Olimar n'est pas jouable dans le mode Histoire, mais on peut l'incarner dans le mode Duel Bingo, ainsi que dans des DLC du mode Missions.

## DansHey! Pikmin
Olimar s'écrase à cause d'un astéroïde sur une planète inconnue, qui cependant abrite aussi des Pikmins, pour pouvoir rentrer sur Hocotate il doit récupérer les trésors abritant du "lumium" jusqu'à atteindre le quota de 30.000 lumium, il se fera aider par les Pikmins et par son vaisseau avec IA, le Dolphin II, après ce taux atteint, l'IA du vaisseau lui informe qu'une pièce essentielle au décollage manque, après avoir terrassé une créature parasitant une plante carnivore, Olimar répare son vaisseau, dit adieu aux Pikmins et décole pour Hocotate.

## DansPikmin 4
Olimar s’écrase encore sur PNF-404 et doit rechercher les pièces de son vaisseau. Il trouve en chemin des Pikmins ainsi que Moss, une chienne de l'espace affamée. Grâce à leur aide, Olimar parvient à récupérer sa station radio et envoyer un signal de détresse. Malheureusement, l'équipe de secours qui arrive un mois plus tard se crashe à leur tour.
L'équipe de secours le retrouve, transformé en Feuillu, et défiant en Duel Dandori avec Moss en gardant un naufragé transformé en Feuillu.
Après avoir gagné le dernier duel Dandori contre lui, il s'évanouit et devient récupérable.
Soigné et sauvé, il doit abandonner Moss sur PNF-404 car elle ne pourrait pas survivre en dehors de cette planète.
Dans le mode bonus "L'Aventure d'Olimar", Olimar est jouable et doit récupérer les 30 pièces de son vaisseau dans le monde de Pikmin 4, en seulement 15 jours cette fois-ci.

## DansSuper Smash Bros. Brawl
Olimar est un poids plume faisant une taille plus grande que l'original (environ un mètre). Il ne peut avoir que six Pikmin à la fois.
Ses coups spéciaux sont:
- Cueillette Pikmin (normal) : Il déterre un Pikmin ;
- Lancer de Pikmin (côté) : Il jette un Pikmin sur l'adversaire ;
- Chaîne Pikmin (haut) : Il fait un grappin avec ses Pikmins ;
- Rassemblement Pikmin (bas) : Il se sert de son sifflet pour faire venir ses Pikmins et/ou changer l'ordre.
- Crépuscule (Final Smash) : Il décolle du Vaisseau: Le Dolphine (son vaisseau biplace de Pikmin 2), pendant ce temps, des Bulborbs attaquent les joueurs restants sur le terrain (plus il y en a, plus ceux-ci se prennent de dégâts). Il finit par s'écraser sur le stage, occasionnant une grosse explosion. Au passage, s'il utilise son Final Smash proche d'un adversaire, il se retrouvera enfoncé dans le sol.

### Dans l'«Émissaire Subspatial»
Olimar attaque avec ses Pikmin un R.O.B. géant endormi. Hélas, la machine se réveille et tue presque tous les Pikmin.
Alors qu'Olimar croit que c'en est fini de lui, un Pikmin rouge montre un bolide qui arrive : c'est le Blue Falcon d'où sort en trombe Captain Falcon qui élimine le robot avec son Falcon Punch. En atterrissant, Falcon tue tous les Pikmin restants, sauf un Pikmin rouge, celui qui a montré à Olimar le Blue Falcon. Les deux capitaines rejoignent par la suite Donkey Kong et Diddy Kong, puis Samus et Pikachu, et pour finir tous les autres personnages pour affronter Tabbou.

## DansSuper Smash Bros. for Nintendo 3DS / for Wii U
Olimar est de retour dans ce jeu, mais avec un gameplay légèrement modifié :
- Seulement 3 Pikmin le suivent, (contrairement à 6 dans Brawl) qui apparaissent dans un ordre bien précis (rouge, jaune, bleu, blanc et violet)
- La chaîne Pikmin de son spécial haut est maintenant des Pikmins ailés qui le soulèvent

De plus le personnage de Alph (personnage de Pikmin 3) est disponible en tant que costume alternatif de Olimar.

## DansSuper Smash Bros. Ultimate
Olimar apparaît à nouveau en personnage jouable dans Super Smash Bros. Ultimate. Alph est également de retour, toujours en costume alternatif.